# 셰에라자드

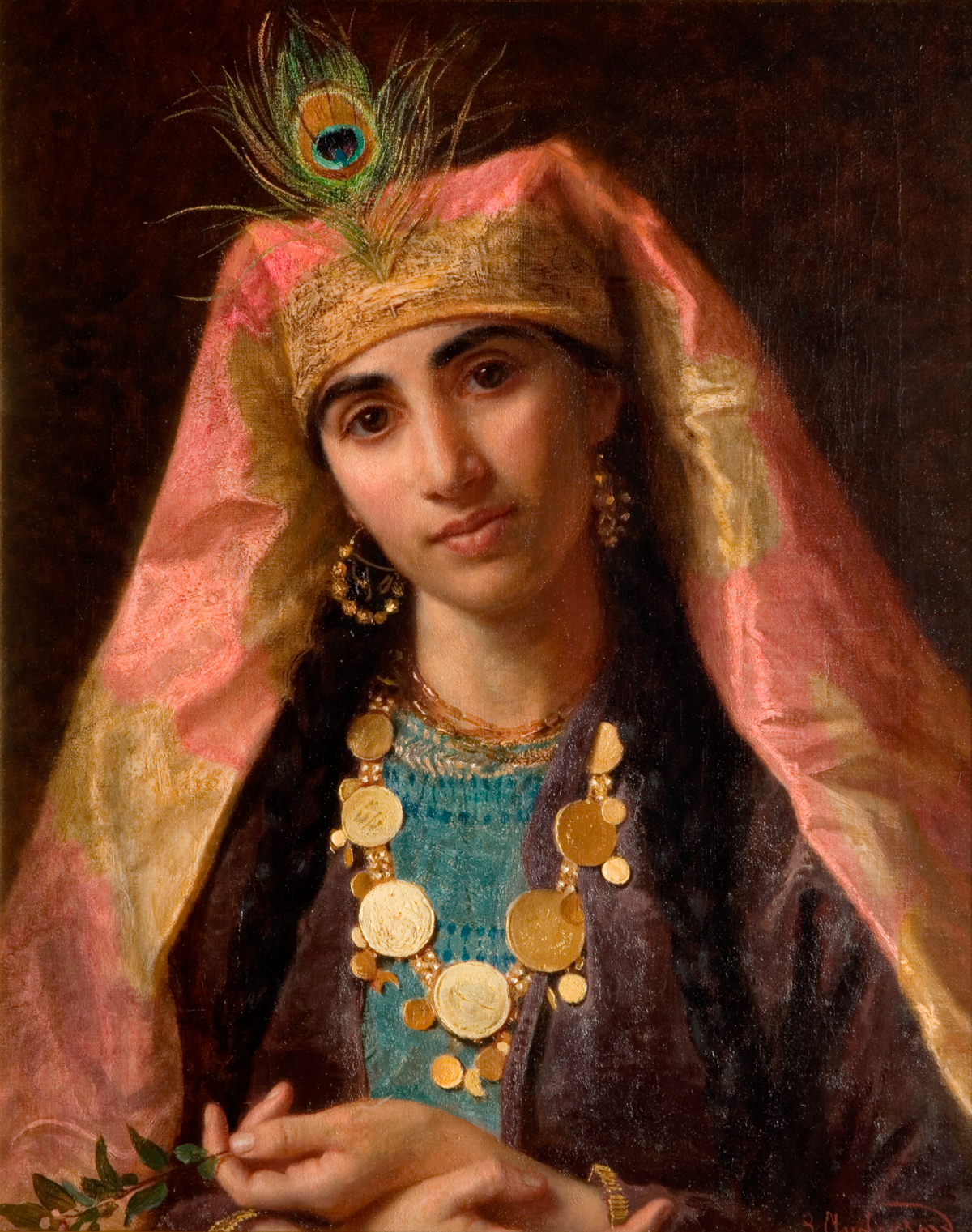
샤하르저드

샤하르저드(페르시아어: شهرزاد, 영어: Scheherazade)는 천일야화의 이야기를 1,001일 동안 술탄에게 들려주는, 전설상의 페르시아 왕비이다.